# مدیر نمایش کی‌دی‌ئی
مدیر نمایش کی‌دی‌ئی (به انگلیسی: KDE Display Manager) یک مدیر نمایش (برنامه ورود به سیستم گرافیکی) برای سیستم پنجره‌ای اکس و وی‌لند است که توسط پروژه کی‌دی‌سی و برای این محیط میزکار طراحی شده است. این برنامه بر اساس کدهای مدیر نمایش اکس توسعه یافته است. کی‌دی‌ام به کاربران اجازه می‌دهد تا در هنگام ورود به سیستم مدیر پنجره یا محیط میزکار مورد نظر خود را انتخاب کند. این برنامه از ابزار ویجت کیوت استفاده می‌کند. از طریق برنامه System Settings در میزکار کی‌دی‌ئی می‌توان این برنامه را پیکربندی کرد. ظاهر و شکل و شمایل این برنامه هم می‌تواند توسط کاربر سفارشی و شخصی‌سازی شود.